# Hernán Gamboa
Hernán Gamboa   (San Tomé, 18 de juny de 1946 - Buenos Aires, 10 de gener de 2016) nom artístic d'Hernán José Gamboa Alexis va ser un cantant, músic i arranjador veneçolà, un dels fundadors de l'agrupació Serenata Guayanesa i exponent de l'execució del cuatro de Veneçuela.

## Biografià
Hernán José Gamboa Alexis va ser el primer dels set fills del matrimoni del cantant, músic i compositor Carmito Gamboa Almeida i Carmen Alexis de Gamboa. A causa de les seves primerenques inclinacions musicals en la infantesa va iniciar els seus estudis de música amb el seu pare, Carmito Gamboa, qui li va ensenyar a tocar el cuatro veneçolà, la guitarra i altres instruments de corda especialitzant-se en el primer d'ells en iniciar-se la seva carrera professional. Així va crear una tècnica especial d'execució anomenada rascapunteig, que consisteix en la combinació d'una tècnica del quatre, anomenada charrasqueo i una tècnica de guitarra, anomenada punteig.
El 1970 va fundar, al costat dels seus amics i col·legues Mauricio Castro Rodríguez i els germans Iván i César Pérez Rossi, l'agrupació musical "Serenata Guayanesa", en la que va ser arranjador, cantant i primer cuatrista. En 1971, amb els seus companys de l'agrupació que àdhuc mancava de nom acompanya al seu pare, Carmito Gamboa en el disc "Serenata Guayanesa" editat per la Governació de l'Estat Bolívar per la Fira de l'Orinoco d'aquest any. Després d'una presentació al llavors canal privat de televisió Cadena Veneçolana de Televisió, el grup va assumir el nom pel qual se li coneix i va signar el seu primer contracte discogràfic amb l'empresa discogràfica veneçolana El Palau de la Música.
En 1977, sense renunciar al grup, signa contracte amb l'empresa discogràfica veneçolana, ja desapareguda, PROMUS per realitzar el seu primer disc com a solista, titulat "El Cuatro de Venezuela", presentat a l'agost d'aquest any i assumint en endavant el títol del disc com a pseudònim artístic. Durant aquest temps, en les pauses de les activitats del grup, fa classes de biologia i química a estudiants de batxillerat No obstant això, en 1983, després de l'enregistrament del disc "Cantemos con los niños", es van presentar diferències entre Gamboa i els seus companys, el que va fer que renunciés i es dediqués a la seva carrera com a solista, de vegades com a cantant i d'altres, com a músic.
A causa de la distròfia muscular que va patir fins a la mort el seu fill Rodrigo Gamboa Díaz i buscant un diagnòstic clar i un tractament que funcionés, es va mudar als Estats Units en 1992, on va aconseguir que el tractessin de manera satisfactòria. Es va quedar a la ciutat nord-americana de Miami com a Agregat Cultural del Consolat de Veneçuela durant sis anys, càrrec pel qual va ser designat pel president de l'època, Rafael Caldera. Posteriorment, l'any 2010, abandona els Estats Units i es radica a la capital de Buenos Aires, Argentina, on continuaria la seva vida familiar i les seves activitats artístiques fins a la mort, viatjant ocasionalment al seu país per presentar els seus treballs discogràfics més recents.
El 2 d'agost de 2015, va morir víctima del càncer de pàncrees la seva esposa María Dácil Díaz la qual cosa va afectar sentimentalment al músic en els seus últims mesos de vida.

## Defunció
Va morir el 10 de gener de l'any 2016, abans de morir la seva esposa, se li va diagnosticar càncer pulmonar, malaltia de la qual va morir. Va disposar, com a última voluntat que les seves restes fossin incinerades i enviades a Veneçuela.

## Nominacions
Va ser nominat al Grammy Llatí per tres discos: El mundo en cuatro cuerdas, Serenatas en contrapuntos i La Fiesta, encara que no va guanyar aquest guardó.

## Discografia

### Amb "Serenata Guayanesa"
| Any de publicació | Títol                                                 | Discogràfica                               |
| ----------------- | ----------------------------------------------------- | ------------------------------------------ |
| 1971              | Serenata Guayanesa                                    | Gobernación del Estado Bolívar (Veneçuela) |
| 1972              | Serenata Guayanesa                                    | El Palacio de la Música (Veneçuela)        |
| 1973              | Serenata Guayanesa, Volumen 2                         | El Palacio de la Música (Veneçuela)        |
| 1975              | Serenata Guayanesa, Volumen 3                         | El Palacio de la Música (Veneçuela)        |
| 1978              | Serenata Guayanesa, Volumen 4                         | El Palacio de la Música (Veneçuela)        |
| 1978              | Aguinaldos populares venezolanos (Volumen 5)          | El Palacio de la Música (Veneçuela)        |
| 1979              | Serenata Guayanesa, Volumen 6                         | El Palacio de la Música (Veneçuela)        |
| 1981              | Presencia viva de la Navidad (Volumen 7)              | Sonográfica (Veneçuela)                    |
| 1981              | 10 años de éxitos                                     | EMI-Rodven (Veneçuela)                     |
| 1982              | Serenata Guayanesa, Volumen 8: Cantemos con los niños | Sonográfica (Veneçuela)                    |

### Com a solista
| Any de publicació | Títol                                       | Discogràfica                                    |
| ----------------- | ------------------------------------------- | ----------------------------------------------- |
| 1977              | El Cuatro de Veneçuela                      | PROMUS (Veneçuela)                              |
| 1979              | El Cuatro de Veneçuela, Volumen 2           | El Palacio de la Música (Veneçuela)             |
| 1981              | Hernán Gamboa y nuestros cuentos infantiles | Sonográfica (Veneçuela)                         |
| 1982              | Hernán Gamboa canta a nuestros poetas       | Sonográfica (Veneçuela)                         |
| 1982              | Evocación                                   | Sonográfica (Veneçuela)                         |
| 1984              | Dicen que soy trovador                      | Sonográfica (Veneçuela)                         |
| 1986              | Charango y Cuatro                           | Polydor-Philips (Argentina)                     |
| 1993              | El mundo en cuatro cuerdas                  | Sonográfica (Veneçuela)                         |
| 2001              | Para el mundo                               | Ministerio de Relaciones Exteriores (Veneçuela) |
| 2003              | Valses venezolanos                          | Pattaya Discos (Argentina)                      |
| 2004              | Sentir de América                           | Pattaya Discos (Argentina)                      |
| 2005              | Raíces y motivos                            | AVR (Veneçuela)                                 |
| 2005              | Veneçuela linda                             | Pattaya Discos (Argentina)                      |
| 2006              | Sentir de mi tierra                         | Pattaya Discos (Argentina)                      |
| 2006              | Tangos en 3 X 4                             | Pattaya Discos (Argentina)                      |
| 2006              | Juglaría                                    | Reyes                                           |
| 2006              | Serenatas en contrapuntos                   | Pattaya Discos (Argentina)                      |
| 2007              | La fiesta                                   | Union Music Group                               |
| 2007              | Mis aguinaldos                              | Pattaya Discos (Argentina)                      |
| 2008              | For the world                               | Pimienta Records                                |
| 2008              | Los cantos que cantamos                     | Pattaya Discos (Argentina)                      |
| 2008              | Mis joropos                                 | Pattaya Discos (Argentina)                      |
| 2010              | Joropotango                                 | Suramusic (Argentina)                           |
| 2011              | Uniendo mundos                              | Pattaya Discos (Argentina)                      |
| 2011              | Herencia de trovadores                      | AVR (Veneçuela)                                 |

### Reedicions i Compilacions
| Año de publicación | Título                                 | Discográfica                        |
| ------------------ | -------------------------------------- | ----------------------------------- |
| 1988               | Canta a nuestros poetas                | MasterCard (Veneçuela)              |
| 1998               | Evocación                              | Sonográfica (Veneçuela)             |
| 2007               | Hernán Gamboa: De Colección            | Anes Records/Promus (Veneçuela)     |
| 2008               | Música Popular Y Folclórica Venezolana | Producciones Palacio PR (Veneçuela) |